# Śląsk Świętochłowice
Śląsk Świętochłowice is een voetbalclub uit de stad Świętochłowice in Polen. De clubkleuren zijn blauw-wit.
Het grootste succes van Śląsk is het behalen van de vijfde plaats in de hoogste Poolse voetbalcompetitie, de I liga, in 1935.
Tijdens de Tweede Wereldoorlog speelde de club in de Duitse Gauliga Oberschlesien onder de naam TuS Schwientochlowitz.